# Альтгофен

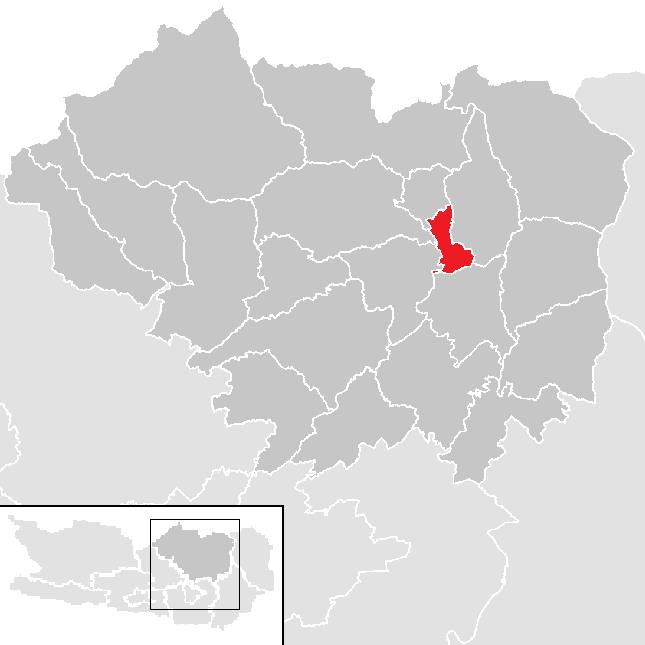
20501 —Альтгофен

Альтгофен (нім. Althofen) — місто і міська громада в федеральній землі Каринтія (Австрія). Громада розташована в політичному окрузі Санкт-Файт-ан-дер-Глан.

## Історія
У містечку перебували загони УПА під час рейдів територією Чехословаччини, рухаючись з терен України до Південної Німеччини. Про це збереглося повідомлення у австрійській газеті “Зальцбурґер Нахріхтен” від 6 вересня 1947 року:
|  | Коменданти жандармерії в усіх місцевостях, у яких стверджено появу т. зв. бандерівців заявили нашому спеціальному кореспондентові, висланому в прикордонні терени, що досі не було жодної небезпеки для Австрії і нема підстави для неспокою. В Зіндорфі й Альтгофені притримана група чужих вояків, які казали, що належать до партизанської сотні, яка діє на словацько-польських територіях і що їх витіснено в ході бойових дій |

## Виноски
- Офіційна сторінка [Архівовано 4 березня 2018 у Wayback Machine.](нім.)